# Cryptoscatomaseter talpoidesi
Cryptoscatomaseter talpoidesi är en skalbaggsart som beskrevs av Brown 1928. Cryptoscatomaseter talpoidesi ingår i släktet Cryptoscatomaseter och familjen Aphodiidae. Inga underarter finns listade i Catalogue of Life.